# 조선총독부 정무총감
조선총독부 정무총감(朝鮮總督府政務總監)은 조선총독부의 직위로 총독을 보좌하며, 군사통수권을 제외한 행정, 사법을 통괄하던 직책이다(전신은 한국통감부의 부통감).

## 역대 정무총감
| 역대 | 이름                            | 사진 | 재임                                          |
| ---- | ------------------------------- | ---- | --------------------------------------------- |
| 1    | 야마가타 이사부로 (山県 伊三郎) |      | 1910.10.1~1919.8.12 (3,237일·8년 10개월 11일) |
| 2    | 미즈노 렌타로 (水野 錬太郎)     |      | 1919.8.12~1922.6.12 (1,035일·2년 10개월)      |
| 3    | 아리요시 주이치 (有吉 忠一)     |      | 1922.6.12~1924.7.4 (753일·2년 22일)           |
| 4    | 시모오카 주지 (下岡 忠治)       |      | 1924.7.4~1925.11.22 (506일·1년 4개월 18일)    |
| 5    | 유아사 구라헤이 (湯浅 倉平)     |      | 1925.11.22~1927.12.23 (761일·2년 1개월 1일)   |
| 6    | 이케가미 시로 (池上 四郎)       |      | 1927.12.23~1929.4.4 (468일·1년 3개월 12일)    |
| 7    | 고다마 히데오 (児玉 秀雄)       |      | 1929.4.4~1931.6.19 (806일·2년 2개월 15일)     |
| 8    | 이마이다 기요노리 (今井田 清徳) |      | 1931.6.19~1936.8.5 (1,874일·5년 1개월 17일)   |
| 9    | 오노 로쿠이치로 (大野 緑一郎)   |      | 1936.8.5~1942.5.29 (2,123일·5년 9개월 24일)   |
| 10   | 다나카 다케오 (田中 武雄)       |      | 1942.5.29~1944.7.24 (787일·2년 1개월 25일)    |
| 11   | 엔도 류사쿠 (遠藤 柳作)         |      | 1944.7.24~1945.10.24 (457일·1년 3개월)        |

## 같이 보기
- 조선총독부
- 조선총독부 경무국